# 216261 Mapihsia
216261 Mapihsia è un asteroide della fascia principale. Scoperto nel 2006, presenta un'orbita caratterizzata da un semiasse maggiore pari a 2,9652745 UA e da un'eccentricità di 0,2374820, inclinata di 6,29914° rispetto all'eclittica.
L'asteroide è dedicato a Pi Hsia Ma, madre di Zhang Minti, uno degli scopritori.